# 후키아게촌
후키아게촌(吹上村)은 도치기현의 중남부, 시모쓰가군에 속했던 촌이다. 도시대에는 아리마 가문의 후키아게 번이 존재했다

## 역사
- 1889년 4월 1일 - 정촌제 시행에 의해 시모쓰가군 후키아게촌이 성립하였다.
- 1954년 9월 30일 - 오미야촌, 미나가와촌, 데라오촌과 함께 도치기시에 편입되었다.